# Список мереж супермаркетів в Україні
У цій статті наведено список мереж супермаркетів в Україні.

## Рейтинг найбільших ритейл-компаній 2016 року
Виборка з рейтингу 200 найбільших компаній України на основі неконсолідованої фінансової звітності юридичних осіб, підготована «Бізнес Цензором».
Загалом до рейтингу потрапили 18 компаній зі сфери ритейла. Сукупний обіг ритейл-компаній у 2016 році склав 218,6 млрд грн. Лідером за обігом є «АТБ-Маркет» з показником 48,38 млрд грн, наступний «Фоззі-Фуд» з обігом 34,74 млрд грн, на третьому місці — «Епіцентр К» — 28,18 млрд грн. Завершує список ритейлерів ТОВ «Група рітейлу України» (мережа ТРЦ «Караван»), яка має 3,73 млрд грн обігу.
Серед ритейлерів найприбутковіша компанія ТОВ «Епіцентр К» з показником 2,43 млрд, яка займає 10 місце в рейтингу найприбутковіших компаній.
| #  | Рітейлер                                           | Обіг за 2016 рік (млрд грн) |
| -- | -------------------------------------------------- | --------------------------- |
| 1  | ТОВ «АТБ-Маркет»                                   | 48,38                       |
| 2  | ТОВ «Фоззі-Фуд»                                    | 34,74                       |
| 3  | ТОВ «Епіцентр К»                                   | 28,15                       |
| 4  | ТОВ «ВОГ Рітейл»                                   | 19,33                       |
| 5  | ТОВ «Метро Кеш Енд Кері Україна»                   | 11,82                       |
| 6  | ТОВ «Ашан Україна Гіпермаркет»                     | 9,71                        |
| 7  | ТОВ «Фудмережа»                                    | 7,01                        |
| 8  | ТОВ «Дієса»                                        | 6,65                        |
| 9  | ТОВ «Омега»                                        | 6,42                        |
| 10 | ТОВ «Фора»                                         | 6,39                        |
| 11 | ТОВ «КОМФІ Трейд»                                  | 6,00                        |
| 12 | ТОВ «М Т І»                                        | 5,99                        |
| 13 | ТОВ «Новус Україна»                                | 5,59                        |
| 14 | ПП «Таврія плюс»                                   | 5,20                        |
| 15 | ТОВ «РУШ»                                          | 4,84                        |
| 16 | ТОВ «ЕКО»                                          | 4,78                        |
| 17 | ПрАТ «Нова лінія»                                  | 3,87                        |
| 18 | ТОВ «Група рітейлу України» (мережа ТРЦ «Караван») | 3,73                        |

## 10 найбільших продуктовихрітейлерів(за обігом)
За даними компанії GT Partners Ukraine.
| #  | Рітейлер                            | Обіг (за 2013 рік)               | К-сть магазинів |
| -- | ----------------------------------- | -------------------------------- | --------------- |
| 1  | АТБ-Маркет                          | 28,16 млрд грн                   | 1456            |
| 2  | Fozzy Group (Fozzy, Сільпо, Фора)   | 26 млрд грн                      | 501             |
| 3  | METRO Cash & Carry                  | 850 млн євро (за 9 міс. 2013 р.) | 31              |
| 4  | Рітейл Груп (Велика Кишеня Велмарт) | 6,2 млрд грн                     | 106             |
| 5  | Ашан Україна (Auchan)               | 6 млрд грн                       | 55              |
| 6  | Фуршет                              | близько 5 млрд грн               | 106             |
| 7  | Амстор                              | 4,9 млрд грн (2012 рік)          | 32              |
| 8  | ЕКО-маркет                          | 4,32 млрд грн                    | 104             |
| 9  | Таврія В (Таврія В, Космос, Пюре)   | 4 млрд грн                       | 57              |
| 10 | ТОВ «Омега» (Діксі, Varus)          | більше 2,5 млрд грн              | 60              |

## 10 найбільших продуктовихрітейлерів(за кількістю магазинів)
Станом на 1 січня 2017 року, за даними компанії GT Partners Ukraine.
| #  | Рітейлер                                                                               | К-сть торговельних точок (01.01.2017) |
| -- | -------------------------------------------------------------------------------------- | ------------------------------------- |
| 1  | АТБ-Маркет                                                                             | 835                                   |
| 2  | Fozzy Group (Fozzy Cash & Carry, Сільпо, Фора, Thrash!, Le Silpo, Білоромашка, ringoo) | 530                                   |
| 3  | Volwest Group (Наш Край, Наш Край Експрес, Дісконт, SPAR (з 2017 року))                | 214                                   |
| 4  | ОПТТОРГ - 15 (Делві)                                                                   | 120                                   |
| 5  | Еко (ЕКО-маркет, Сімпатік)                                                             | 114                                   |
| 6  | Львівхолод (Рукавичка)                                                                 | 114                                   |
| 7  | ТОВ «Український ритейл» (Брусничка, Брусниця)                                         | 101                                   |
| 8  | ПАККО-холдинг (Вопак, ПАККО)                                                           | 90                                    |
| 9  | Фуршет (Фуршет, Фуршет-гурман)                                                         | 81                                    |
| 10 | ТД Аванта (Колібріс, 555, ABC Маркет)                                                  | 77                                    |

## Інші
- Барвінок
- Близенько
- Billa
- SPAR
- Шик і Блиск
- Грош (торгова мережа)
- Епіцентр (мережа магазинів)
- МаркетОпт